# Cementerio de Way On Kon Ce
El Cementerio de Way On Kon Ce o bien el Cementerio Chino de Panamá es un lugar de sepulturas en la ciudad de Panamá para la comunidad china en el país, muchos de cuyos antepasados emigraron durante la construcción del Ferrocarril de Panamá en la segunda mitad del siglo XIX. El terreno fue adquirido en 1882 por la Sociedad Way On y diseñado de acuerdo con el feng shui y las tradiciones de la numerología. La construcción comenzó el año siguiente, y el primer entierro fue en 1911 aunque un poco antes de 1900 allí fue enterrado el expresidente salvadoreño en exilio Antonio Ezeta.  En 1942, debido a la escasez de lugares de entierro en la ciudad, la mitad de la propiedad fue arrendada a la fuerza por el gobierno, pero fue devuelta a la comunidad china en 2002. Hoy en día, las ceremonias tradicionales de los Difuntos se celebran anualmente y las ceremonias fúnebres se llevan a cabo regularmente.